# Lizoperci
Lizoperci (en cyrillique : Лизоперци) est un village de Bosnie-Herzégovine. Il est situé dans la municipalité de Prozor-Rama, dans le canton d'Herzégovine-Neretva et dans la fédération de Bosnie-et-Herzégovine. Selon les premiers résultats du recensement bosnien de 2013, il compte 111 habitants.

## Géographie
Le village est situé sur la rive nord du lac de Jablanica.

## Histoire
La mosquée de Lizoperci, construite vers 1530, avec son mekteb (école coranique) et son cimetière, est inscrite sur la liste des monuments nationaux de Bosnie-Herzégovine.

## Démographie

### Évolution historique de la population dans la localité
| 1948 | 1953 | 1961 | 1971 | 1981 | 1991 | 2013 |
| ---- | ---- | ---- | ---- | ---- | ---- | ---- |
| -    | -    | 223  | 200  | 225  | 175  | 111  |

|  |